# Missing in Action (film 1985)
Missing in Action (Missing in Action 2: The Beginning) è un film statunitense del 1985, prequel di Rombo di tuono (1984) e seguito di Braddock: Missing in Action III (1988). Il protagonista è sempre interpretato da Chuck Norris.
Il film, conosciuto anche con il titolo Rombo di tuono 2, è stato distribuito in Italia come Missing in Action: titolo originale del primo capitolo della serie.

## Trama
Vietnam, anno 1972: ad un elicottero dell'esercito americano viene affidata una rischiosa missione di recupero di alcuni soldati rimasti coinvolti in un brutale scontro a fuoco. Nel furore del combattimento, il velivolo viene danneggiato in maniera irreparabile e costringe i suoi passeggeri, tra cui il colonnello James Braddock a precipitarsi in acqua per sfuggire all'inevitabile esplosione. A ciò seguono le vicende del primo film di tale serie, cui finalmente segue la trama vera e propria del film: Braddock e i suoi commilitoni sono stati rinchiusi in un campo di concentramento controllato dai Vietcong e dal loro colonnello Yin, un uomo spietato oltre ogni immaginazione. I prigionieri difatti, oltre a subire continue angherie dai suoi scagnozzi, sono costretti a coltivare oppio nelle aree adiacenti al campo, in modo che Yin possa poi rivenderlo ad uno spacciatore francese.
Proprio costui rifornisce inoltre i Vietcong al soldo di Yin di armi ed anche di prostitute, riuscendo sempre a ricavarne mostruosi guadagni. La situazione degenera sempre di più e tocca l'apice della sopportazione quando a Franklin, uno dei commilitoni di Braddock tormentato dalla malaria, viene iniettata con l'inganno una dose eccessiva di droga per endovena, che gli fa perdere conoscenza. Yin ne approfitta per sbarazzarsi di lui ardendolo vivo.
Braddock, accecato dalla collera, riesce ad evadere dal campo e massacra uno dopo l'altro gli scagnozzi di Yin, per poi impadronirsi delle armi fornite dallo spacciatore francese, il quale viene ucciso da Yin per poter stanare Braddock con il suo elicottero. Ma è troppo tardi: Braddock riesce a liberare i suoi compagni e con essi scatena l'offensiva finale contro Yin stesso. Quest'ultimo riesce in apparenza a sopravvivere, ma Braddock, una volta rimandati a casa i suoi commilitoni sull'elicottero dello spacciatore, riesce stavolta a trovarlo. I due leader danno luogo ad uno scontro mortale risolutivo, ove Braddock massacra il proprio avversario. A questo punto se ne va anche lui con l'elicottero personale del colonnello, ma non prima di averlo fatto saltare in aria con della dinamite sistemata nella capanna del loro scontro.

## Produzione
Missing in Action era stato girato allo stesso tempo del primo film della saga (Rombo di tuono), ed era stato effettivamente impostato per essere commercializzato per primo, ma i produttori cambiarono idea.

## Accoglienza
Il film, con un budget di 2 milioni di dollari, ha avuto un buon successo al botteghino. La critica, come il precedente capitolo, ha accolto freddamente la pellicola. Il Los Angeles Times ha tuttavia dato una recensione positiva alla direzione del regista, definendola piacevole.